# Когда разводят мосты
«Когда разводят мосты» — художественный фильм, созданный на студии «Ленфильм» в 1962 году. О напряжённом поиске юношей своего места в мире.

## Сюжет
И последний экзамен, и выпускной вечер, и добрые напутствия учителей — всё осталось позади. Перед вчерашними десятиклассниками открылись все пути. У Гарика все ясно: он будущий физик. Так же ясна дорога и для Бориса — «он будет делать карьеру». Валерке же претит приспособленчество своего бывшего одноклассника, а к физике он оказался малоспособным: на экзаменах в мореходное училище, куда его влекла романтика дальних странствий, он «завалил» именно её.
К тому же Валерка влюбился в свою соседку Ингу, которая, окончив библиотечный институт, не захотела поехать в деревню и в поисках легкой жизни осталась в Ленинграде, зарабатывая понемногу мелкой халтурой. Из-за неё Валерка совершил ряд глупых поступков: не сказав родителям, полетел в Москву, ушёл из театра, где начал было работать осветителем, чтобы не даром есть хлеб. Но Инга по-прежнему смотрела на Валерку как на младенца. Вскоре Валерке повезло: ему удалось устроиться на судно с романтическим названием «Зюйд-Вест». Но оказалось, что «Зюйд-Вест» — не могучий океанский теплоход, а маленький старый портовый буксир.
Вскоре «Зюйд-Вест» из-за небрежности своего капитана — болтуна Ричарда — потерпел аварию. Целые сутки отец Валерки — старый портовый рабочий — со своими товарищами поднимали буксир. И тогда Валерка решил поступить работать в порт, куда давно звал его отец. А учиться он решил заочно. Об этом он сообщил своим друзьям на следующем выпускном вечере в школе, куда его позвали новые выпускники.

## В ролях

### Главные роли
- Владимир Емельянов — отец
- Валентина Беляева — мать Валерки, Анна Михайловна
- Владимир Колокольцев — Валерка
- Ия Арепина — Инга
- Людмила Ковалёва — Ира
- Юрий Хазов — Гарик
- Леонид Быков — Ричард
- Евгений Кудряшёв — Толик, боцман буксира «Зюйд-Вест»
- А. Тарасенков — Борис

### В эпизодах
- Владимир Четвериков — одноклассник Валерия (нет в титрах)
- Людмила Болтрик, Лилия Гурова, М. Погоржельский, Павел Панков,
- Е. Гвоздев, Т. Кравченко, Анатолий Кириллов, Оскар Линд,
- Николай Мельников, Николай Муравьёв, Л. Малиновская.

## Съёмочная группа
- Режиссёры: Виктор Соколов
- Автор сценария: Василий Аксенов
- Операторы: Моисей Магид, Лев Сокольский
- Художник-постановщик: Александр Блэк
- Художник по костюмам: Д. Манэ
- Художник-гримёр: В. Горюнов
- Композитор: Надежда Симонян
- Звукорежиссёр: Александр Беккер
- Монтаж: В. Миронова
- Балетмейстер: Н. Дудинская
- Редакторы: Ф. Гукасян, С. Демиденко, Я. Рохлин
- Директор картины: М. Генденштейн